# George Holt Thomas
George Holt Thomas (* 31. März 1870 in London; † 1. Januar 1929) war ein britischer Verleger und Luftfahrtpionier.
Thomas traf den Luftfahrtpionier Henri Farman und erkannte nach einem Gespräch die militärischen Möglichkeiten des Flugzeuges. Bereits 1909 wurde auf seine Anregung hin einer der ersten Flugplätze in Großbritannien angelegt (Brooklands), der 1910 fertiggestellt wurde. Er gründete 1912 das Unternehmen Airco, das sich mit dem Flugzeugbau beschäftigte. Zunächst wurden Konstruktionen von Farman gefertigt, doch schon 1914 begann man mit eigenen Konstruktionen unter der Leitung von Geoffrey de Havilland.
Thomas engagierte sich weiter für die Entwicklung des Flugzeuges. So gründete er bereits am 5. Oktober 1916 eine eigene Fluggesellschaft, die Aircraft Transport and Travel Limited, hielt Luftrennen und Flugtage ab. In seinem Verlag wurden auch Zeitschriften für Luftfahrtinteressierte aufgelegt.
| Personendaten    | Personendaten                            |
| ---------------- | ---------------------------------------- |
| NAME             | Thomas, George Holt                      |
| KURZBESCHREIBUNG | britischer Verleger und Luftfahrtpionier |
| GEBURTSDATUM     | 31. März 1870                            |
| GEBURTSORT       | London                                   |
| STERBEDATUM      | 1. Januar 1929                           |